# Adam-Kraft-Realschule Nürnberg
Die Adam-Kraft-Realschule (AKR) ist eine städtische Realschule in Nürnberg, die nach dem Nürnberger Bildhauer und Baumeister Adam Kraft benannt ist.

## Geschichte

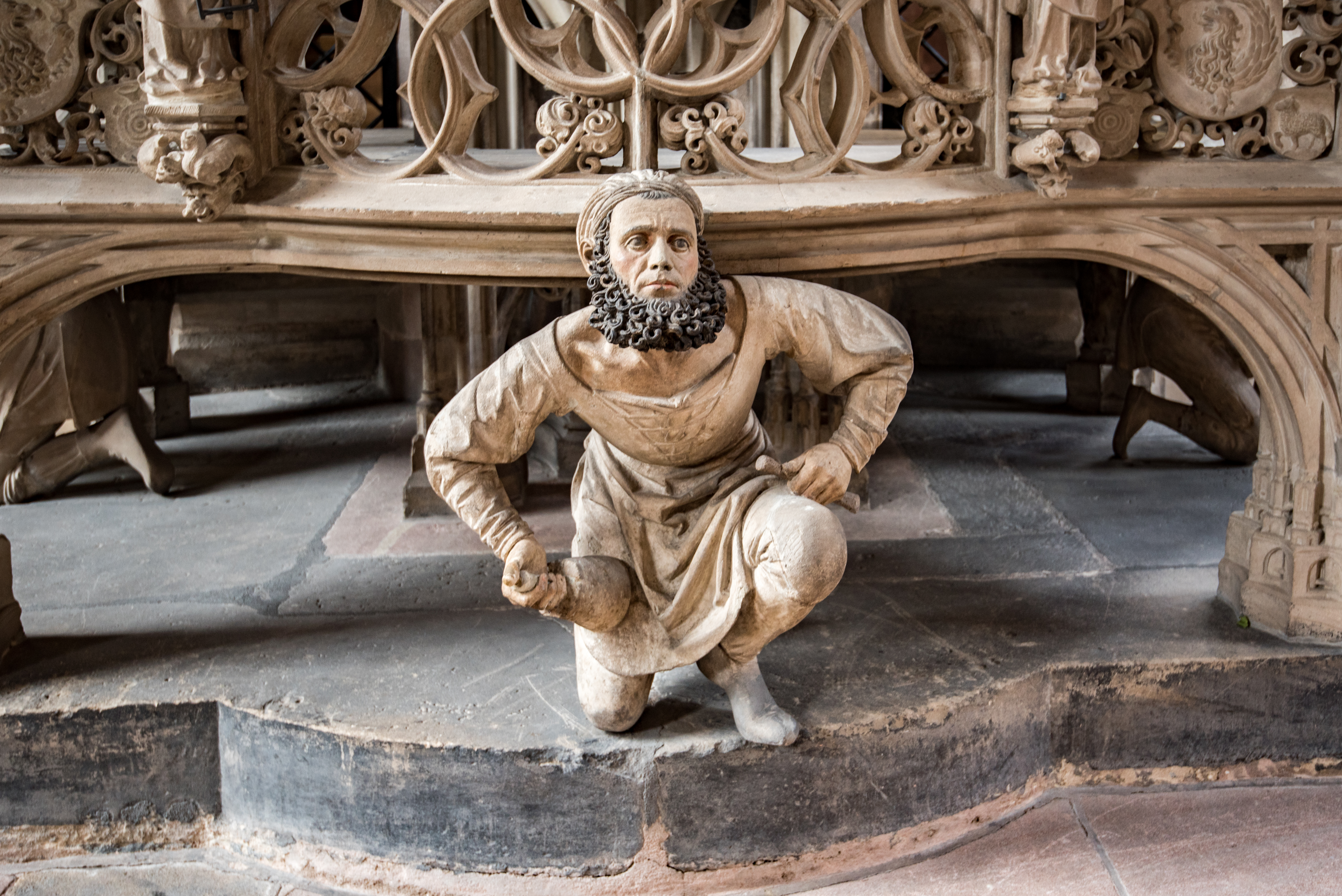
Selbstbildnis des Namensgebers Adam Kraft am Sakramentshaus in St. Lorenz in Nürnberg

### Gründung
Die Adam-Kraft-Realschule ging aus der Veit-Stoß-Realschule hervor und wurde zunächst am 7. September 1967 als Filialschule im 1907/08 erbauten Schulhaus am Lutherplatz 4 im Stadtteil Hummelstein eingerichtet, um den wachsenden Schülerzahlen gerecht zu werden. Am 1. Januar 1969 wurde die Schule eigenständig und nach einem Beschluss des Nürnberger Stadtrates vom 10. März 1969 nach dem Bildhauer und Baumeister Adam Kraft benannt.

### Ausbau
Obwohl die sich ebenfalls im Gebäude befindende Grundschule 1972 in das Schulhaus in der Gabelsberger Straße umzog, plagte sich die Schule weiterhin mit zu geringen Raumkapazitäten, sodass im August 1973 im Schulhof ein Übergangspavillon errichtet wurde und das alte Schulhaus bis 1974 generalsaniert werden konnte. Des Weiteren wurde auch noch eine Doppelturnhalle auf dem Schulhof errichtet.

### Neubau
Von Januar 2007 bis Juli 2009 wurde nördlich des Altbaus ein großer Anbau mit Ganztagesschule sowie Hort und einer Bruttoraumfläche von 9735 Quadratmetern fertiggestellt, ehe man in den Sommerferien 2014 damit begann, den Speisesaal bis zum Frühjahr 2015 zu erweitern. Bis September 2017 wurde der 2009 fertiggestellte Anbau außerdem um eine weitere Etage aufgestockt. Die Kosten für die Erweiterung des Speisesaals und die Aufstockung des Neubaus beliefen sich auf rund 4,75 Millionen Euro.

## Angebot
Die Adam-Kraft-Realschule, die stark musisch ausgerichtet ist, wird im offenen Ganztagsbetrieb geführt. Wöchentlich wird eine Doppelstunde im Persönlichen Schwerpunkt abgehalten. Dieser Schwerpunkt besteht im 5. und 6. Jahrgang aus einer musischen Ausbildung in der Bläser-, Chor-, Percussions-, Tanz- oder Theaterklasse, für die eine monatliche Pauschale als Eigenleistung erhoben wird. Ab dem 7. Jahrgang kann der persönliche Schwerpunkt aus weiteren, auch nicht-musischen Angeboten, gewählt werden.
Das pädagogische Konzept der AKR ist auf das Erlernen von Selbständigkeit und Eigenverantwortung ausgerichtet. Zur Förderung wurden verschiedene Module, wie zum Beispiel eine Studierzeit, TÜV-Stunden (Trainieren, Üben, Vertiefen) oder Freiarbeit eingeführt, die von den Schülern jeweils eigenständig gestaltet werden. Es gibt keine Schulklingel, die Unterrichtsbeginn oder -ende ankündigt
An der Adam-Kraft-Realschule werden die Ausbildungsrichtungen der Wahlpflichtfächergruppen I, II und III angeboten. Die Schule ist außerdem Teil des Netzwerks Schule ohne Rassismus – Schule mit Courage.